# ギャング
ギャング（英: gang）とは、集団を指す言葉であるが、特にアメリカの反社会的勢力とその構成員、もしくは強盗を指す。
日本では構成員もそのままギャングと呼ぶが、アメリカではギャングスター（英: gangster）、ギャングバンガー（英: gang banger）、サグ（英: thug）などと呼ばれる。
構成員は大きく分けてウォリアー（戦闘要員）と、ハスラー（麻薬の売人、売春などの元締め）の2つがある。

## 犯罪組織
21世紀現在のアメリカでは、「ギャング」と言った場合、単に不良の若者を指すことが多く、ストリートギャングほぼ同義である。
組織化された犯罪集団は、「モッブ（モブ）」あるいは「マフィア」と呼ばれる場合が多い。ただし、マフィアは本来はシチリア島を起源とするイタリア系移民の組織を指す言葉であり、これ以外の類似の犯罪組織を指す場合は「モッブ」と呼ぶほうが適切である（例:Irish Mob、Polish mob）。ただし、本家以外をマフィアと呼称する事も少なからずあり（例:Russian mafia、Albanian Mafia）、日本でもむしろこちらの方が一般的である（マフィア#「本家」以外の「マフィア」を参照）。
イギリスでは、政府の連絡網と地域コミュニティの結束力、犯罪者への社会的な報復が徹底しているため組織が成立しづらいがリチャードソン・ギャングやクレイ兄弟、1963年の大列車強盗が知られている。
1960年代のベトナムにおいて空前絶後の組織暴力として成立した「ビンスエン団」のように政治的な立場から行動する場合は匪賊として捉えられる場合もある。

## 由来
もともとは、オランダ語やドイツ語で「行進」「行列」「通路」を意味する言葉であった。これらの言葉が港湾で使われるうちに海外へ伝わり、また意味も変遷して、船内荷役作業員・沖仲仕（港湾労働者）の集団を指すようになったと考えられている。現代でも、海運業界は荷役作業員のユニットの意味でギャングという言葉を用いている。
コンテナリゼーション以前の時代、高賃金で体力勝負の一方で、多くが日雇いであり労働災害も多い港湾・船舶の労働現場は、荒くれ者が自分たちの利益を守るために強固な集団を形成していることが多く、また、密輸などの組織的犯罪とも近縁の存在であった。そのため、アメリカの禁酒法時代に、暴力的犯罪者集団を特に「ギャング」と呼ぶようになり、以降現代で使われる暴力的犯罪集団の意味が強くなった。

## ギャングの他の意味
英語では人や物を問わずに集団を示す言葉である。正確には要素の単数形「ギャングスター（英: gangster）」が複数集まった「（　）-s」を縮めた言葉である。単数形のgang-sterの接尾語はstarではなく「～の人」「～する人」と言う意味のster。ヒップホップ文化のもとではギャングスタ（英: gangsta）とのスラングが多用される。
上記のようにギャングは「集団・群れ」の意味を持つ単語である。多国籍の港湾・船舶関係で使われる用語として、荷役作業者を仕事に振り向ける口数(くちすう)の単位をギャングと呼ぶ。
ROMライターなどで大量のメディアに同時に書き込み出来る装置を「ギャングライター」や「ギャングプログラマー」と呼ぶ。